# Saint-Disdier

Saint-Disdier este o comună în departamentul Hautes-Alpes, Franța. În 1 ianuarie 2018 avea o populație de 115 de locuitori.